# 입체미래주의
입체미래주의(立體未來主義, 러시아어: Кубо-Футуризм, 영어: Cubo-Futurism)란, 1910년대 전반(前半)에 러시아에서 주장된 미술의 경향을 일컫는 것이다. 러시아, 우크라이나에서 전개되었다.
말레비치는 1913년의 전람회 「표적전」(標的展)에서, 이 말을 사용했다고 한다.
서구의 큐비즘 및 미래파와, 러시아의 네오 프리미티즘을 융합시킨 작품 경향으로, 러시아 특유의 「이콘」이나 토착적 주제를 강하게 남기고 있다. 그러므로, 러시아 아방가르드에 포함되지 않는 사고방식이 있다.
이러한 작품은 회화만에 그치지 않는다. 1913년에 발표된 전위 오페라인 「태양의 정복」(Победа над солнцем 포브예드아 나트 솔느쳄[*], Victory over the Sun)의 무대 장치나 무대 의상은, 말레비치의 손으로 만들어진 것이나, 이후 입체미래파의 대표작이 된다.

## 참고 문헌
- В. А. ШИШАНОВ: ВИТЕБСКИЙ МУЗЕЙ СОВРЕМЕННОГО ИСКУССТВА - PDF파일 (러시아어)

## 같이 보기
- 미술
- 서양 미술사
- 자아미래주의
- 러시아 구성주의